# Janice Rand
Janice Rand est un personnage de l'univers de fiction de Star Trek, et plus particulièrement de la série originale, interprété par Grace Lee Whitney. On la retrouve également dans les films Star Trek, Star Trek III : À la recherche de Spock, Star Trek IV : Retour sur Terre et Star Trek VI : Terre inconnue.

## Biographie
Janice Rand est, à bord de l'Enterprise, chargée du bien-être du capitaine James Kirk en tant que secrétaire et bonne à tout faire. Elle a le titre de yeoman. 
Lorsque l'Enterprise recueille le jeune Charles Evans, elle s'occupe du garçon, et est la première à subir sa colère : l'adolescent la fait en effet disparaître (voir Star Trek, la série originale : Charlie X).
Elle se fait également enlever par des enfants qui meurent à la puberté (Miri) (voir Star Trek, la série originale : Miri).
En 2266, son plateau, sur lequel se trouve du sel, excite la convoitise de la Créature M-113 qui la poursuit un moment (voir Star Trek, la série originale : Ils étaient des millions - The Man Trap).
Après une longue absence, on retrouve Janice responsable du téléporteur à bord de l’Enterprise (voir Star Trek), sur un spacedock (voir Star Trek III : À la recherche de Spock) et enfin au quartier général de Starfleet avec le grade de commandant (voir Star Trek IV : Retour sur Terre). 
Elle reprend du service à bord de l'USS Excelsior commandé par Hikaru Sulu en tant qu'officière des communications (voir Star Trek VI : Terre inconnue et Star Trek Voyager  Saison 3, Épisode 2 : Images du passé alias Flashback).